# Sciurus meridionalis
Sciurus meridionalis är en trädlevande gnagare med yvig svans som förekommer i Kalabrien i södra Italien. Den ansågs tidigare vara en underart till den vanliga ekorren (Sciurus vulgaris). 

## Taxonomi
Ett italienskt forskarteam har troliggjort att den tidigare underarten till den vanliga ekorren, Sciurus vulgaris meridionalis genetiskt, bland annat utgående från en DNA-analys, är att betrakta som en sann art.

## Beskrivning
Sciurus meridionalis är en stor ekorre, omkring 35% större än den vanliga ekorren. Färgteckningen är också annorlunda, med en mörkbrun till svart ovansida och en rent vit undersida. Under sommaren är pälsen på huvud, speciellt kring ögonen, och rygg något ljusare (mörkbrun i stället för svart). Kroppsvikten varierar mellan 365 och 475 g för hanar, 395 till 500 g för honor. Ingen annan dimorfism (utöver storleken) har konstaterats mellan könen.

## Ekologi
Ekologiskt skiljer sig inte taxonet från den vanliga ekorren (Sciurus vulgaris) annat än att det är bundet till bergsregioner.

## Utbredning
Sciurus meridionalis finns i Kalabrien i södra Italien, framför allt i bergskedjan Apenninerna som Pollino, Sila och Aspromonte.